# Hunyadi László (opéra)
Versions successives
Version originale en 4 actes de 1844
Hunyadi László (ou László Hunyadi) est un opéra en quatre actes du compositeur hongrois Ferenc Erkel. Le livret, en hongrois, a été écrit par Béni Egressy, lui-même compositeur, librettiste, traducteur et acteur, à partir de la pièce éponyme de Lőrinc Tóth (hu), créée à Buda en 1839.
L'opéra a été joué pour la première fois au Théâtre national hongrois de Pest (Pesti Nemzeti Magyar Szinház (hu)) le 27 janvier 1844.
Hunyadi László, œuvre de style bel canto, s'apparente également au grand opéra en tant qu'épopée historique. Le style musical de Ferenc Erkel dénote d'importantes influences folkloriques, en particulier la danse connue sous le nom de Verbunkos tout en s'inscrivant dans l'actualité belcantiste des œuvres contemporaines de Donizetti, Rossini, Bellini mais aussi des opéras français de Meyerbeer ou Halévy.

## Historique
Dès la première représentation, Hunyadi László a connu un énorme succès en Hongrie, qui se poursuivra au cours des décennies suivantes, rivalisant avec l'autre chef-d'œuvre d'Erkel, Bánk bán, et puisant ses thèmes autant dans des sources historiques héroïques de l'histoire de la Hongrie, que folkloriques pour les chants et les danses. La popularité de Hunyadi László, qui met en scène un héros hongrois qui revient du combat contre l'empire Ottoman, s'explique par les sentiments nationalistes hostiles à la main-mise de l'empire autrichien sur la Hongrie et au désir de liberté qui agite alors tous les peuples européens au xixe siècle. Des manifestations en faveur de l'indépendance de la Hongrie reprenaient ainsi en chœur des airs de l'opéra.
En 1935 le directeur de l'Opéra de Budapest, Miklós Radnai (en), se livre à une révision de l'œuvre avec Kálmán Nádasdy (en), le metteur en scène et Gusztáv Oláh, le scénographe, coupant des parties entières dont l'air de Mátyás dans l'acte 1, comme le rapporte l'entretien avec le chef d'orchestre Balázs Kocsár (en).
L'une des représentations données en 1985 dans cette version est enregistrée par le label Hungaroton, avec András Molnár (hu), Istvan Gáti (hu), Sylvia Sass.
L'opéra est régulièrement donné en Hongrie, notamment au théâtre Erkel. Res Musica décrit ainsi l'une des représentations en 2006 « Le théâtre Erkel donne justement une œuvre de Ferenc Erkel dont la célébrité ici est immense (il est notamment le compositeur de l’hymne national). Passées les frontières de la Hongrie, son nom est à peine connu et ce, de manière inexplicable ».
Et c'est à l'occasion de la réouverture de l'Opéra de Budapest en 2022, que l'œuvre la plus emblématique du pays, est à nouveau donnée dans sa version originale sans coupure, « Igaz, most, a majd’ kilencven év után első ízben újrahallható eredeti partitúra remek alkalmat kínál » (pour la première fois depuis quatre-vingt-dix ans, l'occasion est donnée d'entendre la partition originale) avec des artistes hongrois de prestige, tels que Dániel Pataky en Roi László V, Klára Kolonits en Erzsébet Szilágyi, Szabolcs Brickner dans le rôle-titre, Gábor Bretz (de) en Miklós Gara et Erika Miklósa en Mária Gara.

## Argument

### Acte 1
L'opéra est basé sur des événements historiques qui ont eu lieu en Hongrie en 1456. Les personnages principaux ont tous existé et eu des destins divers.
Après l'ouverture symphonique, les chœurs se livrent au récit des événements qui ont précédé :  le grand chef militaire, János Hunyadi, qui a défendu la Hongrie contre les attaques des Ottomans est mort et le pouvoir est passé à ses ennemis. Le plus jeune des fils du héros, Mátyás Hunyadi, rappelle également les hauts faits d'arme de sa famille avant d'accueillir son frère ainé, prénommé László, le héros de l'épopée. Le nouveau roi, László V, est faible et entouré de mauvais conseillers, hostile à la famille Hunyadi, menés par le régent Ulrik Cillei. Ce dernier dresse le roi contre le fils aîné des Hunyadi, et le convainc de s'en débarrasser au plus vite, prenant prétexte d'un refus des gardes du château de laisser entrer les mercenaires allemands. Mais László Hunyadi, qui a fait allégeance au roi, est averti du complot et feint d'accepter le repas organisé par Cillei en son honneur, où ce dernier doit l'empoisonner, pour soudainement le menacer et le faire tuer par ses amis. Le roi n'ose pas venger son conseiller et décide de se ranger dans le camp des Hunyadi.

### Acte 2
Malgré les signes de soutien du roi, Erzsébet Szilágyi, mère des deux jeunes gens et femme du héros mort, craint pour la vie de ses fils. Elle les met en garde et ils célèbrent tous les trois la grandeur de leur famille au service de la Hongrie.
László Hunyadi, quant à lui, se réjouit de retrouver sa fiancée Mária Gara, fille du comte palatine Miklós Gara. Mais lors de la cérémonie qu'il organise pour couvrir d'honneurs la famille Hunyadi, le roi tombe éperdument amoureux de Mária et persuade son père de lui accorder sa main. Miklós Gara, ennemi du pouvoir des Hunyadi, est trop heureux de cette aubaine et accepte.

### Acte 3
Le roi est si faible et si influençable qu'il se laisse convaincre sans difficulté par Miklós Gara, de la félonie de László Hunyadi et le fait arrêter à la fête de fiançailles, interrompant la célébration en cours.

### Acte 4
Mária exhorte son amant emprisonné à s'évader mais László se sait innocent et n'imagine pas pouvoir être condamné. Elle supplie ensuite son père de le sauver, en vain. László est conduit à l'échafaud et Erzsébet Szilágyi doit donc regarder son cauchemar se réaliser. Le bourreau frappe trois fois de sa hache mais le jeune homme vit toujours. Il se redresse sûr de son bon droit, dieu en l'épargnant l'ayant proclamé son innocence. Mais Miklós Gara donne l'ordre de le frapper à nouveau, et cette fois, il est décapité.

## Rôles, tessitures et interprètes de la Première
| Rôles                                                                        | Type de voix  | Distribution de la Première du 27 janvier 1844 |
| ---------------------------------------------------------------------------- | ------------- | ---------------------------------------------- |
| László V Roi de Hongrie                                                      | ténor         | Mihály Havi                                    |
| Erzsébet Szilágyi veuve de János Hunyadi                                     | soprano       | Rozália Klein Schodel                          |
| László Hunyadi son fils                                                      | ténor         | Adolf Pecz                                     |
| Mátyás Hunyadi le frère de László (il deviendra le roi Matthias 1er en 1458) | mezzo-soprano | Lujza Éder                                     |
| Miklós Gara le comte Palatin                                                 | basse         | Miklós Udvarhelyi                              |
| Mária sa fille                                                               | soprano       | Leopoldina Molnár                              |
| Ulrik Cillei le régent                                                       | baryton       | Mihály Füredy                                  |
| Rozgonyi un officier de l'armée                                              | baryton       | Benjámin Egressy                               |

## Principaux airs
- Hõs családod hû barátit / mért hívád ez õsi várba - chœurs, acte 1 scène 1
- Házunk nemes baráti, kiknek hon üdve jelszavo - Cavatine et cabalette de Mátyás Hunyadi, acte 1 scène 1
- Ó, jó király! fogadd hálám ezért. Kegyedre, ó, király - Aria de László Hunyadi, allégeance au Roi, acte 1, scène 4
- Kik vagytok? A király kísérete, külföldiek: szolgáljuk Cilleit - dialogue des deux chœurs, celui des gardes hongrois et celui des mercenaires allemands, acte 1, scène 5.
- Ó, szállj hozzám, ég angyala - Aria de Lazlo pour Maria, acte 1 scène 7
- Meghalt a cselszövõ - Finale con Stretto, chœurs, Lazlo, le Roi, final de l'acte 1
- Gyógyszert nem ád - Aria de Erzsébet, acte 2, scène 1
- Térdhajtva kérem õt - Cabalette de Erzsébet, acte 2, scène 1
- Karomban vagytok újra, véreim! - Terzetto de László, Mátyás et Erzsébet, acte 2, scène 4
- Örömre fel, Gara! - Aria de Gara, acte 2, scène 5
- Elvégre van hát egy pár pillanat - duo d'amour et Cabalette Maria, Lazlo, acte 2 scène 6
- Fiam, mi hoz lakomba oly korán? - duo et cabalette Laslo, Gara, acte 3 scène 1
- Meddig tartod béklyózva szívemet, vad kín? - Aria et cabalette du Roi, acte 3 scène 2
- Sötét börtön, itt vagyok há - entr'acte et cavatine de Lazlo, acte 4, scène 1
- Ah! menny és föld hatalmas Istene! -  Prière de Erzsébet, acte 4, scène 5[7]

## Discographie
1985 - Hunyadi László - 3 Vinyle du label Hungaroton SLPD 12581-83 - Version révisée par Kálmán Nádasdy und Gusztáv Oláh, en trois actes, sous la direction de Janos Kovacs, avec László V - András Molnár (Tenor) , Comte Ulrik Cilley - István Gáti (Baryton), Erszébet Szilágyi- Sylvia Sass (Soprano), László, son fils - Dénes Gulyás (Tenor), Mátyás, son fils - Zsuzsanna Dénes (Sopran) , Miklós Gara, Palatin - Sándor Sólyom Nagy (Bariton) , Mária, sa fille - Magda Kalmár (Soprano)
1995 - Hunyadi László - 2 CD du label Hungaroton Classic, HCD 12581-83, réédition de la version vinyle